# Протасов, Павел Васильевич
Павел Васильевич Протасов (21 декабря 1913, Некрасовская, Майкопский отдел, Кубанская область, Российская империя — июнь 1983, Некрасовская, Краснодарский край) — комбайнер МТС, Герой Социалистического Труда.

## Биография
С 1930 года работал в колхозе «Красная звезда» Усть-Лабинского района. С 1933 г. тракторист-машинист Некрасовской МТС, комбайнер.
В 1941 году ушел на фронт. В 1943 году вступил в ВКП(б). 5 декабря 1943 года за вывод на двух лошадях обстреливаемого орудия в укрытое место приказом командира 53-го Гвардейского Артиллерийского полка 25-й Гвардейской Краснознаменной Синельниковской стрелковой дивизии № 26/Н награждён медалью «За отвагу». Также награждён медалью «За боевые заслуги».
При освобождении Чехословакии получил серьёзное ранение в спину. Много месяцев провёл в госпиталях, в июне 1945 года вернулся в родную станицу Некрасовская.
После войны — комбайнёр Некрасовской МТС Усть-Лабинского района.
В 1950 году на комбайне «Сталинец» намолотил рекордное количество зерна 8699 центнера. Указом Президиума Верховного Совета СССР от 27 февраля 1951 г. Павлу Васильевичу Протасову было присвоено звание Героя Социалистического Труда. В 1952 году награжден вторым орденом Ленина за сбор зерновых культур в сцепе двух комбайнов «Сталинец-б» с убранной площади за 25 рабочих дней 10848 центнера .
Умер в июне 1983 года и похоронен на кладбище в ст. Некрасовской.

## Награды
- Золотая медаль «Серп и Молот» № 5815 (27.02.1951 г.)
- Орден Ленина № 144600 (27.02.1951 г.)
- Орден Ленина (27.06.1952 г.)
- Медаль «За отвагу» (СССР) (05.12.1943 г.)
- Медаль «За боевые заслуги» (05.07.1943 г.)
- Медаль «За трудовую доблесть» (06.08.1954 г.)
- Медаль «В ознаменование 100-летия со дня рождения Владимира Ильича Ленина»
- Медаль  «Двадцать лет Победы в Великой Отечественной войне 1941—1945 гг.»
- Знак «25 лет победы в Великой Отечественной войне»
- Медаль «Тридцать лет Победы в Великой Отечественной войне 1941—1945 гг.»
- Медаль «Ветеран труда»
- Юбилейная медаль «50 лет Вооружённых Сил СССР»
- Юбилейная медаль «60 лет Вооружённых Сил СССР»